# Tour de França de 2010
La 97a edició del Tour de França es disputà entre el 3 i el 25 de juliol de 2010, amb un recorregut de 3.593 km repartits entre vint etapes i un pròleg inicial. Aquesta és la 17a prova del Calendari mundial UCI 2010.

## Recorregut
El pròleg tingué lloc a Rotterdam, als Països Baixos. Després d'Amsterdam, el 1954, primera sortida del Tour de França fora de França, la « Grande Boucle » també ha sortit en altres ocasions dels Països Baixos: de Scheveningen el 1973, de Leiden el 1978 i de s'Hertogenbosch el 1996. Aquesta és, doncs, la cinquena vegada que el Tour surt del Països Baixos. A més, aquesta és la tercera sortida consecutiva d'una gran volta als Països Baixos, després d'Assen a la Volta a Espanya de 2009 i Amsterdam al Giro d'Itàlia de 2010.
La primera setmana és bàsicament plana, amb dues etapes que recorren trams de les clàssiques del nord, la segona i la tercera. En aquesta darrera es recorren fins a 13,2 km de trams de pavé. Tres etapes planes portaran els ciclistes a les primeres etapes de muntanya. Una primera de mijta muntanya, amb un final a l'l'estació de Rousses, amb un final precedit d'una pujada de 14 km; i una segona, amb final en alt a Morzine-Avoriaz, després de coronar de superar els primers ports de primera categoria de la present edició.
Després de la primera jornada de descans la novena etapa portà als ciclistes a una dura etapa de muntanya, amb el primera port de categoria especial, el col de la Madeleine de 25,4 km al 6,1%. Per deixar els Alps una nova etapa de mitja muntanya fins a Gap. Tot seguit unes quantes etapes més planes i trencacames que durant els ciclistes fins al massís Central.
Enguany el Tour celebra el centenari del seu primer pas pels Pirineus i d'aquí el protagonisme que se li ha donat. A la 14a etapa s'arriba a Ax-3 Domaines, després de superar el Port de Pailhères, de categoria especial. La 15a etapa, amb final a Banhèras de Luishon, amb els colls de Portet, d'Aspet i el Col des Ares, com en la primera etapa de muntanya de 1910, i el Port de Balès. En la 16a etapa s'encadenen el Peyresourde, l'Aspin, el Tourmalet i l'Aubisque, per acabar a Pau. Després d'una segona etapa de descans, la 17a etapa finalitza al cim del Tourmalet, sent la segona vegada que una etapa acaba al cim d'aquest mític port, després de l'edició de 1974.
Una etapa plana i la contrarellotge individual de 51 km seran el preludi de l'arribada als Camps Elisis de París.

## Equips
Vint-i-dos equips prengueren part en aquesta edició del Tour de França. En virtut d'un acord signat el 2008 hi ha 16 equips que tenen assegurada la seva presència al Tour 2010:
- Equips ProTour: AG2R La Mondiale, Astana Qazaqstan Team, Caisse d'Epargne, Euskaltel-Euskadi, La Française des Jeux, Footon-Servetto, Lampre-Farnese Vini, Liquigas-Doimo, Omega Pharma-Lotto, Quick Step, Rabobank ProTeam, Team HTC-Columbia, Team Milram i Team Saxo Bank.
- Equips continentals professionals: BBox Bouygues Telecom i Cofidis.

Sis altres equips són convidats a prendre-hi part al març de 2010:
- Equips ProTour: Team RadioShack, Team Sky, Team Katusha i Garmin-Transitions
- Equips continentals professionals: BMC Racing Team i Cervélo TestTeam.

| Núm.    | Codi | Equip                         |
| ------- | ---- | ----------------------------- |
| 1-9     | AST  | Astana                        |
| 11-19   | SAX  | Team Saxo Bank                |
| 21-29   | RSH  | Team RadioShack               |
| 31-39   | SKY  | Sky Professional Cycling Team |
| 41-49   | LIQ  | Liquigas-Doimo                |
| 51-59   | GRM  | Garmin-Transitions            |
| 61-69   | FDJ  | FDJ                           |
| 71-79   | KAT  | Team Katusha                  |
| 81-89   | A2R  | AG2R La Mondiale              |
| 91-99   | CTT  | Cervélo TestTeam              |
| 101-109 | OLO  | Omega Pharma-Lotto            |

| Núm.    | Codi | Equip                 |
| ------- | ---- | --------------------- |
| 111-119 | THR  | Team HTC-Columbia     |
| 121-129 | BMC  | BMC Racing Team       |
| 131-139 | QST  | Quick Step            |
| 141-149 | MRM  | Team Milram           |
| 151-159 | BBO  | Bbox Bouygues Telecom |
| 161-169 | GCE  | Caisse d'Epargne      |
| 171-179 | COF  | Cofidis               |
| 181-189 | EUS  | Euskaltel-Euskadi     |
| 191-199 | RAB  | Rabobank              |
| 201-209 | LAM  | Lampre-Farnese Vini   |
| 211-219 | FOT  | Footon-Servetto       |

## Ciclistes dels Països Catalans
- Dorsal 24: Joan Antoni Flecha, d'origen argentí però resident a Sitges.
- Dorsal 92: Xavier Florencio, de Tarragona.
- Dorsal 95: Thor Hushovd, noruec però resident al Rosselló.
- Dorsal 168: Rubén Plaza, d'Ibi.
- Dorsal 77: Joaquim Rodríguez, de Parets del Vallès.
- Dorsal 219: Rafael Valls, de Cocentaina.

## Etapes
| Etapa     | Data             | Ciutats d'etapa                         | km                   | Tipus                     | Tipus                   | Vencedor de l'etapa       | Líder de la general     |
| --------- | ---------------- | --------------------------------------- | -------------------- | ------------------------- | ----------------------- | ------------------------- | ----------------------- |
| Pròleg    | ds. 3 de juliol  | Rotterdam (NED) – Rotterdam (NED)       | 8,9                  | contrarellotge individual | CRI                     | Fabian Cancellara (SUI)   | Fabian Cancellara (SUI) |
| 1a etapa  | dg. 4 de juliol  | Rotterdam (NED) – Brussel·les (BEL)     | 223,5                | Etapa plana               | Etapa plana             | Alessandro Petacchi (ITA) | Fabian Cancellara (SUI) |
| 2a etapa  | dl. 5 de juliol  | Brussel·les (BEL) – Spa (BEL)           | 201                  | Etapa plana               | Etapa plana             | Sylvain Chavanel (FRA)    | Sylvain Chavanel (FRA)  |
| 3a etapa  | dt. 6 de juliol  | Wanze (BEL) – Arenberg Porte du Hainaut | 213                  | Etapa plana               | Etapa plana             | Thor Hushovd (NOR)        | Fabian Cancellara (SUI) |
| 4a etapa  | dc. 7 de juliol  | Cambrai – Reims                         | 153,5                | Etapa plana               | Etapa plana             | Alessandro Petacchi (ITA) | Fabian Cancellara (SUI) |
| 5a etapa  | dj. 8 de juliol  | Épernay – Montargis                     | 187,5                | Etapa plana               | Etapa plana             | Mark Cavendish (GBR)      | Fabian Cancellara (SUI) |
| 6a etapa  | dv. 9 de juliol  | Montargis – Gueugnon                    | 227,5                | Etapa plana               | Etapa plana             | Mark Cavendish (GBR)      | Fabian Cancellara (SUI) |
| 7a etapa  | ds. 10 de juliol | Tournus – Station des Rousses           | 165,5                | Etapa de mitja muntanya   | Etapa de mitja muntanya | Sylvain Chavanel (FRA)    | Sylvain Chavanel (FRA)  |
| 8a etapa  | dg. 11 de juliol | Station des Rousses - Morzena-Avoriaz   | 189                  | Etapa de muntanya         | Etapa de muntanya       | Andy Schleck (LUX)        | Cadel Evans (AUS)       |
|           | dl. 12 de juliol | (jornada de descans)                    | (jornada de descans) | (jornada de descans)      | (jornada de descans)    | (jornada de descans)      | (jornada de descans)    |
| 9a etapa  | dt. 13 de juliol | Morzena-Avoriaz – Sent-Jian-de-Môrièna  | 204,5                | Etapa de muntanya         | Etapa de muntanya       | Sandy Casar (FRA)         | Andy Schleck (LUX)      |
| 10a etapa | dc. 14 de juliol | Chambèri – Gap                          | 179                  | Etapa de mitja muntanya   | Etapa de mitja muntanya | Sérgio Paulinho (POR)     | Andy Schleck (LUX)      |
| 11a etapa | dj. 15 de juliol | Sisteron – Bourg-lès-Valence            | 184,5                | Etapa plana               | Etapa plana             | Mark Cavendish (GBR)      | Andy Schleck (LUX)      |
| 12a etapa | dv. 16 de juliol | Lo Borg dau Peatge – Mende              | 210,5                | Etapa de mitja muntanya   | Etapa de mitja muntanya | Joaquim Rodríguez (CAT)   | Andy Schleck (LUX)      |
| 13a etapa | ds. 17 de juliol | Rodés – Revèl                           | 196                  | Etapa plana               | Etapa plana             | Aleksandr Vinokúrov (KAZ) | Andy Schleck (LUX)      |
| 14a etapa | dg. 18 de juliol | Revèl – Ax 3 Domaines                   | 184,5                | Etapa de muntanya         | Etapa de muntanya       | Christophe Riblon (FRA)   | Andy Schleck (LUX)      |
| 15a etapa | dl. 19 de juliol | Pàmies – Banhèras de Luishon            | 187                  | Etapa de muntanya         | Etapa de muntanya       | Thomas Voeckler (FRA)     | Alberto Contador (ESP)  |
| 16a etapa | dt. 20 de juliol | Banhèras de Luishon – Pau               | 199,5                | Etapa de muntanya         | Etapa de muntanya       | Pierrick Fedrigo (FRA)    | Alberto Contador (ESP)  |
|           | dc. 21 de juliol | (jornada de descans)                    | (jornada de descans) | (jornada de descans)      | (jornada de descans)    | (jornada de descans)      | (jornada de descans)    |
| 17a etapa | dj. 22 de juliol | Pau – Coll del Tourmalet                | 174                  | Etapa de muntanya         | Etapa de muntanya       | Andy Schleck (LUX)        | Alberto Contador (ESP)  |
| 18a etapa | dv. 23 de juliol | Salias – Bordeus                        | 198                  | Etapa plana               | Etapa plana             | Mark Cavendish (GBR)      | Alberto Contador (ESP)  |
| 19a etapa | ds. 24 de juliol | Bordeus – Pauillac                      | 52                   | contrarellotge individual | CRI                     | Fabian Cancellara (SUI)   | Alberto Contador (ESP)  |
| 20a etapa | dg. 25 de juliol | Longjumeau – París                      | 102,5                | Etapa plana               | Etapa plana             | Mark Cavendish (GBR)      | Alberto Contador (ESP)  |

## Classificacions finals

### Classificació general
|    | Ciclista                 | Equip              | Temps       |
| -- | ------------------------ | ------------------ | ----------- |
| 1  | Andy Schleck             | Team Saxo Bank     | 91h 59' 27" |
| 2  | Denís Ménxov             | Rabobank ProTeam   | + 1' 32"    |
| 3  | Samuel Sánchez           | Euskaltel–Euskadi  | + 3' 01"    |
| 4  | Jurgen Van den Broeck    | Omega Pharma-Lotto | + 6' 15"    |
| 5  | Robert Gesink            | Rabobank ProTeam   | + 8' 52"    |
| 6  | Ryder Hesjedal           | Garmin Transitions | + 9' 36"    |
| 7  | Joaquim Rodríguez Oliver | Team Katyusha      | + 10' 58"   |
| 8  | Roman Kreuziger          | Liquigas           | + 11' 15"   |
| 9  | Christopher Horner       | Team RadioShack    | + 11' 23"   |
| 10 | Luis León Sánchez        | Caisse d'Epargne   | + 13' 42"   |

### Classificació dels punts
|    | Ciclista             | Equip                 | Punts |
| -- | -------------------- | --------------------- | ----- |
| 1  | Alessandro Petacchi  | Lampre - Farnese      | 243   |
| 2  | Mark Cavendish       | Team Columbia-HTC     | 232   |
| 3  | Thor Hushovd         | Cérvelo Test Team     | 222   |
| 4  | José Joaquín Rojas   | Caisse d'Epargne      | 179   |
| 5  | Robbie McEwen        | Team Katyusha         | 179   |
| 6  | Edvald Boasson Hagen | Sky Pro Cycling       | 161   |
| 7  | Sébastien Turgot     | Bbox Bouygues Telecom | 135   |
| 8  | Gerald Ciolek        | Team Milram           | 126   |
| 9  | Jürgen Roelandts     | Omega Pharma - Lotto  | 124   |
| 10 | Lloyd Mondory        | AG2R La Mondiale      | 119   |

### Classificació de la muntanya
|    | Ciclista          | Equip                 | Punts |
| -- | ----------------- | --------------------- | ----- |
| 1  | Anthony Charteau  | Bbox Bouygues Telecom | 143   |
| 2  | Christophe Moreau | Caisse d'Epargne      | 128   |
| 3  | Andy Schleck      | Team Saxo Bank        | 116   |
| 4  | Damiano Cunego    | Lampre - Farnese      | 99    |
| 5  | Samuel Sánchez    | Euskaltel–Euskadi     | 96    |
| 6  | Sandy Casar       | FDJ                   | 93    |
| 7  | Jérôme Pineau     | Quick Step            | 92    |
| 8  | Thomas Voeckler   | Bbox Bouygues Telecom | 82    |
| 9  | Pierrick Fedrigo  | Bbox Bouygues Telecom | 72    |
| 10 | ?                 | ?                     | ?     |

### Classificació dels joves
|    | Ciclista           | Equip                 | Temps        |
| -- | ------------------ | --------------------- | ------------ |
| 1  | Andy Schleck       | Team Saxo Bank        | 91h 59' 27"  |
| 2  | Robert Gesink      | Rabobank ProTeam      | + 8' 52"     |
| 3  | Roman Kreuziger    | Liquigas              | + 11' 15"    |
| 4  | Julien El Fares    | Cofidis               | + 52' 43"    |
| 5  | Cyril Gautier      | Bbox Bouygues Telecom | + 1h 24' 33" |
| 6  | Jakob Fuglsang     | Team Saxo Bank        | + 1h 37' 53" |
| 7  | Rafael Valls Ferri | Footon-Servetto       | + 1h 41' 48" |
| 8  | Pierre Rolland     | Bbox Bouygues Telecom | + 1h 46' 03" |
| 9  | Geraint Thomas     | Sky Pro Cycling       | + 1h 59' 26" |
| 10 | José Joaquín Rojas | Caisse d'Epargne      | + 2h 01' 19" |

### Classificació per equips
|    | Equip                 | Temps        |
| -- | --------------------- | ------------ |
| 1  | Team RadioShack       | 276h 02' 03" |
| 2  | Caisse d'Epargne      | + 9' 15"     |
| 3  | Rabobank ProTeam      | + 27' 49"    |
| 4  | AG2R La Mondiale      | + 41' 10"    |
| 5  | Omega Pharma - Lotto  | + 51' 01"    |
| 6  | Team Astana           | + 56' 16"    |
| 7  | Quick Step            | + 1h 06' 23" |
| 8  | Euskaltel–Euskadi     | + 1h 23' 02" |
| 9  | Liquigas              | + 1h 29' 14" |
| 10 | Bbox Bouygues Telecom | + 1h 54' 18" |

## Evolució de les classificacions
| Etapa                  | Vencedor               | Classificació general                         | Classificació per punts | Classificació de la muntanya | Classificació dels joves | Classificació per equips    | Premi de la combativitat |
| ---------------------- | ---------------------- | --------------------------------------------- | ----------------------- | ---------------------------- | ------------------------ | --------------------------- | ------------------------ |
| Pròleg                 | Fabian Cancellara      | Fabian Cancellara                             | Fabian Cancellara       | no entregat                  | Tony Martin              | Team RadioShack             | no entregat              |
| 1a                     | Alessandro Petacchi    | Fabian Cancellara                             | Alessandro Petacchi     | no entregat                  | Tony Martin              | Team RadioShack             | Maarten Wynants          |
| 2a                     | Sylvain Chavanel       | Sylvain Chavanel                              | Sylvain Chavanel        | Jérôme Pineau                | Tony Martin              | Quick-Step Alpha Vinyl Team | Sylvain Chavanel         |
| 3a                     | Thor Hushovd           | Fabian Cancellara                             | Thor Hushovd            | Jérôme Pineau                | Geraint Thomas           | Team Saxo Bank              | Ryder Hesjedal           |
| 4a                     | Alessandro Petacchi    | Fabian Cancellara                             | Thor Hushovd            | Jérôme Pineau                | Geraint Thomas           | Team Saxo Bank              | Dimitri Champion         |
| 5a                     | Mark Cavendish         | Fabian Cancellara                             | Thor Hushovd            | Jérôme Pineau                | Geraint Thomas           | Team Saxo Bank              | José Iván Gutiérrez      |
| 6a                     | Mark Cavendish         | Fabian Cancellara                             | Thor Hushovd            | Jérôme Pineau                | Geraint Thomas           | Team Saxo Bank              | Mathieu Perget           |
| 7a                     | Sylvain Chavanel       | Sylvain Chavanel                              | Thor Hushovd            | Jérôme Pineau                | Andy Schleck             | Astana Qazaqstan Team       | Jérôme Pineau            |
| 8a                     | Andy Schleck           | Cadel Evans                                   | Thor Hushovd            | Jérôme Pineau                | Andy Schleck             | Rabobank ProTeam            | Mario Aerts              |
| 9a                     | Sandy Casar            | Andy Schleck                                  | Thor Hushovd            | Anthony Charteau             | Andy Schleck             | Caisse d'Epargne            | Luis León Sánchez        |
| 10a                    | Sergio Paulinho        | Andy Schleck                                  | Thor Hushovd            | Jérôme Pineau                | Andy Schleck             | Caisse d'Epargne            | Mario Aerts              |
| 11a                    | Mark Cavendish         | Andy Schleck                                  | Alessandro Petacchi     | Jérôme Pineau                | Andy Schleck             | Caisse d'Epargne            | Stéphane Augé            |
| 12a                    | Joaquim Rodríguez      | Andy Schleck                                  | Thor Hushovd            | Anthony Charteau             | Andy Schleck             | Team RadioShack             | Aleksandr Vinokúrov      |
| 13a                    | Aleksandr Vinokúrov    | Andy Schleck                                  | Alessandro Petacchi     | Anthony Charteau             | Andy Schleck             | Team RadioShack             | Joan Antoni Flecha       |
| 14a                    | Christophe Riblon      | Alberto Contador                              | Alessandro Petacchi     | Anthony Charteau             | Andy Schleck             | Caisse d'Epargne            | Christophe Riblon        |
| 15a                    | Thomas Voeckler        | Alberto Contador                              | Alessandro Petacchi     | Anthony Charteau             | Andy Schleck             | Team RadioShack             | Thomas Voeckler          |
| 16a                    | Pierrick Fedrigo       | Alberto Contador                              | Thor Hushovd            | Anthony Charteau             | Andy Schleck             | Team RadioShack             | Carlos Barredo           |
| 17a                    | Andy Schleck           | Alberto Contador                              | Thor Hushovd            | Anthony Charteau             | Andy Schleck             | Team RadioShack             | Aleksandr Kólobnev       |
| 18a                    | Mark Cavendish         | Alberto Contador                              | Alessandro Petacchi     | Anthony Charteau             | Andy Schleck             | Team RadioShack             | Daniel Oss               |
| 19a                    | Fabian Cancellara      | Alberto Contador                              | Alessandro Petacchi     | Anthony Charteau             | Andy Schleck             | Team RadioShack             | no entregat              |
| 20a                    | Mark Cavendish         | Alberto Contador                              | Alessandro Petacchi     | Anthony Charteau             | Andy Schleck             | Team RadioShack             | no entregat              |
| Classificacions finals | Classificacions finals | Alberto Contador (desqualificat) Andy Schleck | Alessandro Petacchi     | Anthony Charteau             | Andy Schleck             | Team RadioShack             | Sylvain Chavanel         |